# Raiatea

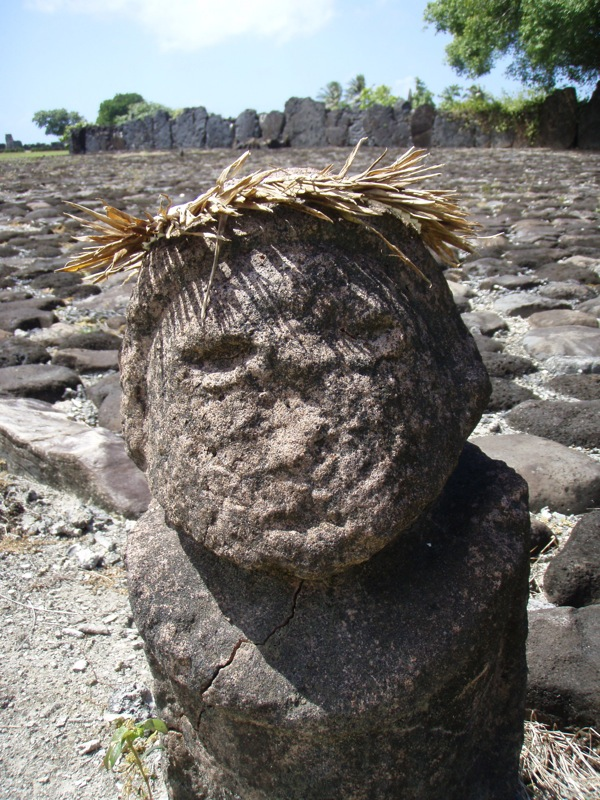
El marae de Taputapuātea de Raiatea amb un tiki

Raiatea (en tahitià: Ra’iātea) és una de les illes de Sotavent de l'arxipèlag de les illes de la Societat, a la Polinèsia Francesa. Està situada a 210 km a l'oest de Tahití, entre Huahine, que es troba a 40 km, i Bora Bora.

## Geografia
Amb una superfície total de 238 km², és la segona illa més gran de l'arxipèlag, després de Tahití. La corona d'esculls envolta alhora les illes de Raiatea i Tahaa compartint la mateixa llacuna. L'altitud màxima és de 1.017 m al mont Tefatoaiti. A la carena muntanyosa de l'illa, Temehani, s'hi troba una flor única, endèmica i símbol de l'illa, la tiare apetahi. Es tracta d'una gardènia blanca de cinc pètals en forma de mà que s'obre de matinada amb un soroll característic.
La població total era de 16.438 habitants al cens del 2002, distribuïda en tres comunes: Uturoa (la capital), Taputapuatea i Tumara’a. Uturoa és, a més, el cap administratiu de les illes de Sotavent i el segon centre urbà de la Polinèsia Francesa, després de Pape’ete.

## Història

Bandera del Regne de Raiatea (1847 a 1880)

Antigament, l'illa s'anomenava Havai’i, nom sagrat en la cultura polinèsia i relacionat amb els noms de Hawaii; Savai'i, a Samoa; i Havaiki, antic nom de Fakarava a les Tuamotu. Situada al centre del triangle cultural de la Polinèsia, va ser el punt de partida de l'última onada migratòria, notablement a Nova Zelanda i Hawaii. A les illes de la Societat, va exercir una gran influència religiosa i cultural. El gran temple (en tahitià marae) de Taputapuatea, dedicat al déu Oro, era el centre religiós més important de les illes. El seu culte va suplantar altres déus tradicionals com Taaroa i Tane, i els diferents marae eren subsidiaris del de Taputapuatea. Al voltant seu es va formar la secta arioi, barreja religiosa, aristocràtica, guerrera i festiva, que era respectada en totes les illes i aconseguia, només amb la seva presència i el seu caràcter de tabú, una treva en les guerres tribals.
Raiatea va ser explorada per l'anglès James Cook, el 1769, que va transcriure el seu nom com Ulietea, nom que va ser utilitzat durant anys. El nom Raiatea, o Rangiatea, significa 'cel lluminós'. Per a Domingo Bonaechea (1775) va ser La Princesa. Avui se la coneix amb el malnom de l'illa sagrada.